# KWallet
A KWallet (KDE Wallet Manager) egy jelszó kezelő eszköz a KDE szoftver összeállítás desktop környezetéhez. A felhasználók számára központi lehetőséget nyújt az érzékeny jelszavak kódolt fájlba való mentésével. Ezeket tárcáknak nevezték el. A nagyobb biztonság érdekében, minden tárca különböző fajta azonosítási adatokat tárol és saját jelszóval védve.

## Lásd még
- GNOME Keyring
- Keychain (Mac OS)

## Külső hivatkozások
- KWallet user wiki
- The KWallet Handbook
- Software “libwallet” providing Java™ access to the KDE Wallet
- kwalletcli, command line interface to the KDE Wallet (for KDE 3 and KDE 4)

## Fordítás
Ez a szócikk részben vagy egészben  a   Kwallet című angol Wikipédia-szócikk ezen változatának fordításán alapul.  Az eredeti cikk szerkesztőit annak laptörténete sorolja fel. Ez a jelzés csupán a megfogalmazás eredetét és a szerzői jogokat jelzi, nem szolgál a cikkben szereplő információk forrásmegjelöléseként.
1. ↑  v5.247.0. (Hozzáférés: 2024. január 9.)